# Anas Al Tikriti
Pour les articles homonymes, voir Al Tikriti.
Anas Al Tikriti (أنس التكريتي en arabe), né le 9 septembre 1968 à Bagdad, est un militant islamiste.

## Biographie

### Jeunesse et formation
Anas Al Tikriti est né le 9 septembre 1968 à Bagdad. Il est le fils du docteur Osama Tawfiq al-Tikriti (en), un radiologue formé à Londres et un opposant engagé du parti Baas arrivé au pouvoir en Irak en 1968. Ousama Al Tikriti fut leader de la branche irakienne des Frères musulmans jusqu'à l’invasion américaine et la chute du régime de Saddam Hussein en 2003. Cette année, Osama retourne en Irak et se fait élire au Conseil des représentants irakien en tant que membre du Parti islamique irakien.
Anas Al-Tikriti est titulaire d’un Master en traduction et interprétariat. Il enseigne la traduction et l’interprétariat à l’Université de Leeds.

### Activités associatives
Il s’est fait remarquer en tant que Vice-Président du mouvement Stop the War qui s’est formé pour protester contre la participation du Royaume-Uni à la guerre en Irak en 2003. 

### Activités religieuses
Il est en 2004-2005 le président de la Muslim Association of Britain (en) qui est fondée par Muhammad Sawalha (en), ancien haut-responsable du bureau politique du Hamas. D'après Christophe Bourseiller, « la Muslim Association of Britain (MAB), () sert de paravent aux Frères musulmans ». En 2014, les émirats arabes unis désignent la Muslim Association of Britain comme organisation terroriste.
Il a démissionné de ce poste à la suite des attentats de Londres du 7 juillet 2005, qui ont poussé une grande partie des membres de l’association à se tourner vers des activités moins militantes et plus orientées vers l’éducation et l’assistance aux populations musulmanes au Royaume Uni.
Anas Al Tikriti s’est engagé dans la libération du britannique Norman Kember en 2006.

### Présence médiatique
Les médias ont souvent fait appel à Anas Al-Tikriti pour commenter l’actualité. Il a ainsi participé à des émissions telles que HARDtalk, The Doha Debates et Newsnight sur la BBC et Lateline sur la chaîne australienne ABC. Il a par ailleurs contribué à des journaux de renom tels que The Guardian, Al-Ahram Weekly (en) et IslamOnline (en). Il présente actuellement l’émission de débat hebdomadaire « Sharqun Wa Gharb » (« Orient et Occident ») sur la chaîne télévisée arabe Al Hiwar (en) (« Le Dialogue »).

## Engagement politique
Il a été tête de liste du Parti du respect pour la région de Yorkshire-et-Humber lors des élections européennes de 2004.
Al Tikriti a souvent suscité la controverse pour ses prises de position politiques. Ainsi par exemple, il a conseillé à la population irakienne d’employer « toute forme d’action utile » pour se libérer de l'occupation américaine et britannique. Anas Al Tikriti a défendu la décision du Muslim Council of Britain de boycotter les cérémonies de commémoration de la Shoah de 2007.

### Prises de position sur la guerre civile en Syrie
Al Tikriti a fortement encouragé le mouvement de protestation du « Printemps arabe » qui s’est propagé à travers le Moyen-Orient et l’Afrique du Nord à la fin de 2010, et a soutenu de manière publique l’opposition syrienne au gouvernement de Bachar el-Assad dès le début de la guerre civile syrienne.

### Liens avec les Frères Musulmans
Le père d’Anas Al Tikriti, Oussama Tawfiq Al-Tikriti, dirige actuellement[Quand ?] le Parti Islamique Irakien, le plus grand parti politique islamiste sunnite en Irak. Cette formation a pris ses racines dans la branche irakienne des Frères Musulmans.
Al Tikriti a été décrit par de nombreuses sources comme un porte-parole des Frères musulmans dans le monde occidental, dont la mission serait d’encourager les gouvernements occidentaux à soutenir les organisations proches des Frères Musulmans car ils représenteraient une alternative modérée à d’autres organisations politiques islamiques.
Il affirme cependant ne pas être membre de l’organisation.[réf. nécessaire]

### Liens avec leHamas
La Fondation Cordoba et le British Muslim Initiative ont été critiqués pour avoir travaillé « en étroite collaboration avec d’autres groupes islamistes britanniques ». Anas Al Tikriti est en effet un proche de certains membres dirigeants du Hamas et a co-fondé le British Muslim Initiative avec Mohammed Sawalha et Azzam Tamimi, deux leaders de l’organisation militante.

## La Fondation Cordoba: organisation terroriste
La Fondation Cordoba a cependant fait l’objet de nombreuses critiques, dues notamment à ses liens avec d’autres organisations musulmanes soutenant le terrorisme islamiste. En 2009, David Cameron a notamment déclaré au parlement britannique que la Fondation Cordoba serait une façade pour les Frères musulmans. 
En 2014, l’association apparaît sur une liste publiée par le gouvernement des Émirats arabes unis de 75 organisations musulmanes soutenant d’une façon ou d’une autre l’islamisme violent.
En 2014, la fondation a été inscrite sur la liste des Emirats Arabes Unis d’organisations terroristes,.
Elle est mise en cause par le gouvernement des Emirats Arabes Unis à cause de ses liens avec les Frères Musulmans. L’alliance entre les deux organisations avait été révélée par le journal britannique, The Sunday Telegraph. Ses journalistes avaient enquêté sur l’influence des Frères Musulmans en Grande-Bretagne dans le cadre d'un  article faisant état de l’enquête parlementaire demandée à ce propos par le Premier Ministre David Cameron.

## Sanctions financières
En août 2014, la banque britannique HSBC a pris la décision de clore le compte bancaire personnel d’Anas Al Tikriti ainsi que ceux de certains membres de sa famille. La même action a été prise pour les comptes de la Fondation Cordoba. Selon la BBC, « la banque a déclaré qu'elle avait adopté une nouvelle politique de gestion des risques à la suite d'une amende de 1,9 milliard de dollars imposée en raison des lacunes de ses protections contre le blanchiment d’argent ».